# Cinc cereals

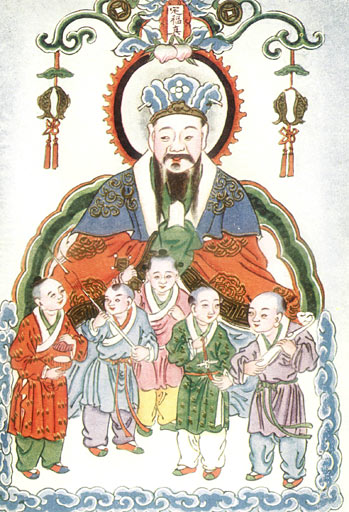
Zao Jun el Deu de la cuina, a qui es fan oferiments de Wǔgǔ en algunes tradicions.

Els Cinc Cereals o grans (xinès simplificat:五穀 ; xinès tradicional:五谷, pinyin:Wǔ Gǔ) són un agrupament de cinc cultius que eren importants a l'antiga Xina. De vegades els cereals mateixos eren considerats sagrats; mentre que en altres ocasions, el seu conreu era considerat com una benedicció sagrada provinent d'una font mitològica o sobrenatural. De manera més general, wǔgǔ es pot utilitzar en xinès com a sinècdoque, referint-se a tots els cereals o cultius bàsics dels quals el producte final té una naturalesa granular. La identitat dels cinc cereals ha variat al llarg del temps, i diferents autors identifiquen diferents grans o fins i tot categories de grans.

## La santedat
El sentit de la santedat o de la sacralitat respecte als Cinc Cereals procedeix de la seva adscripció tradicional als sants governants acreditats durant la creació de la civilització de la Xina. Aquests grans no eren concebuts com a cinc tipus de collites escollides entre moltes opcions, sinó com la font que permetia fomentar la societat agrària i la seva civilització.
Com que la posició de l'Emperador de la Xina es veia com una personificació d'aquesta societat, el comportament cap als Cinc Cerals podria adquirir un sentit polític: com a protesta contra l'enderrocament de la dinastia Shang per part dels Zhou, Boyi i Shuqi es van negar de forma ostentosa a menjar algun d'aquests grans. Aquests rebuig vers els cereals per raons polítiques va possibilitar experimentar un complex desenvolupament del concepte de bigu, la pràctica esotèrica taoista d'aconseguir la immortalitat evitant certs aliments.

## Contes llegendaris
En el moment dels registres escrits, el desenvolupament de l'agricultura a la Xina s'havia mitificat molt. Hi havia diverses tradicions sobre quins dels primers líders xinesos van introduir els Cinc Cereals: 

### Shennong

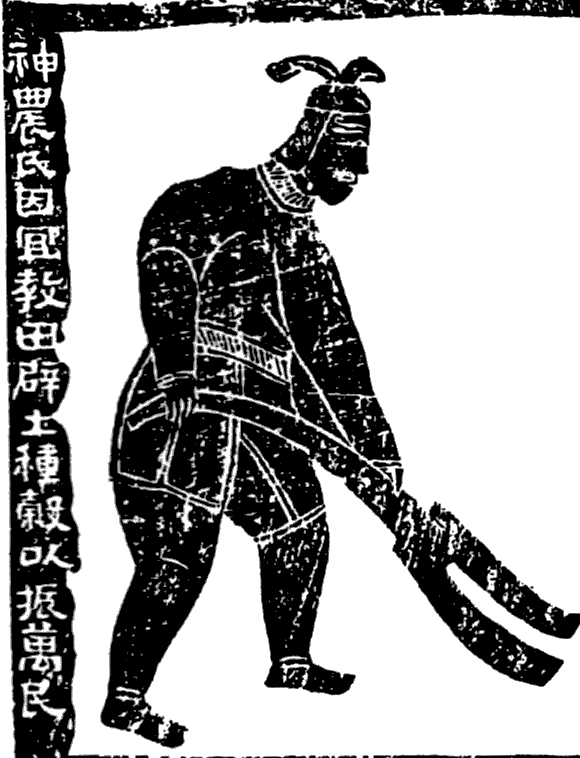
Shennong llaurant camps en una pintura mural de la dinastia Han.

Shennong (神农) (il·luminació "Agricultor diví") va ser un heroi cultural xinesa acreditat per haver desenvolupat l'agricultura. Va ser sovint confós amb Yandi (l '"Emperador Flamant ") i també a vegades es descriu com el Wugu Xiandi o "Emperador dels Cinc Cereals". La cronologia de Sima Qian el situaris cap al 2737 – 2699 aC. A la zona de Shennongjia ("l'escala de Shennong") de Hubei, un poema èpic oral titulat Hei'anzhuan ("Història del caos") descriu Shennong trobant les llavors dels Cinc Cereals: 

Shennong va pujar al Muntanya Yangtou, 

Va mirar detingudament, va examinar detingudament 

Després va trobar una llavor de mill. 

El va deixar amb arbre de les dates xinès, 

I va anar a obrir un terreny erm. 

Va plantar la llavor vuit vegades, 

Després va produir fruita. 

I a partir d'aleshores els humans van poder menjar mill. 

Va buscar la llavor d'arròs a Muntanyes Daliang, 

La llavor s'amagava a les pastures. 

La va deixar amb el salze, 

I va anar a obrir un camp Arrossars. 

Va plantar la llavor set vegades, 

Després va produir fruita. 

I a partir de llavors els humans van poder menjar arròs. 

Va buscar la llavor de la Mongeta azuki, 

I ho va deixar amb el pruner. 

El va plantar una sola vegada. 

La mongeta adzuki era tan fàcil de plantar 
 i va poder créixer en camps infertils. 

La soja es va produir a les Muntanyes Weishi, 

Així que va ser difícil per a Shennong obtenir les seves llavors. 

Va deixar una llavor amb un préssec, 

El va plantar cinc vegades, 

Després va produir fruita, 

I després el tofu es va poder cultivar al sud del riu Huai. 

L'ordi i el blat es van produir a Muntanyes Zhushi, 

A Shennong li va agradar que en tingués dues llavors. 

Els va deixar amb un préssec, 

I les va plantar dotze vegades, 

Després, la gent va poder menjar menjar pastisser. 

Va buscar la llavor de sèsam a la Muntanya Wuzhi, 

Va deixar la llavor amb mores. 

El va plantar una sola vegada. 

Després, les persones van poder fregir plats amb oli de sèsam. 

Shennong va plantar els cinc grans i van sobreviure tots 

Perquè van ser ajudats per les sis espècies d'arbres.

### Huangdi

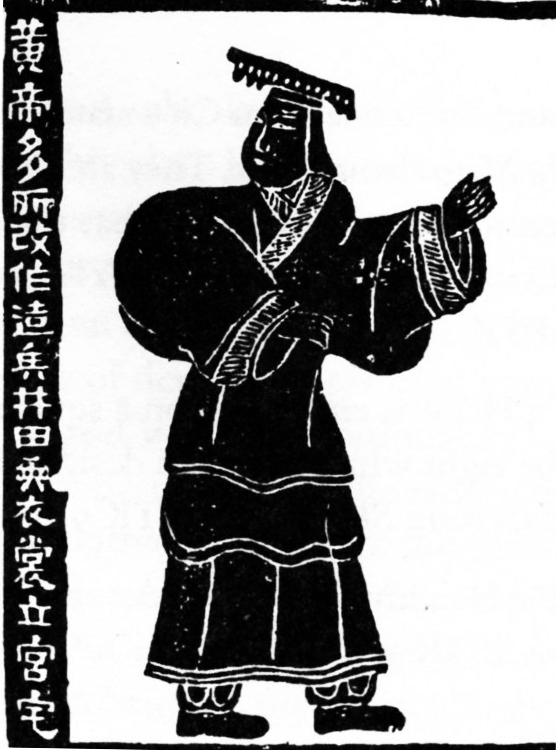
Emperador Groc (Huangdi)

Huangdi (lit. "Emperador Groc"), que se situa entre 2699 – 2588 aC per Sima Qian, també es va acreditar en textos antics com a primer professor de conreu a les seves assignatures.

### Houji
Houji de vegades acredita el seu cultiu exemplar. Sr Mill va ser un títol atorgat a aquesta figura pel rei Tang, fundador de la dinastia Shang, i pot haver mantingut una posició inicial del govern xinès. Més tard va ser venerat com un dels déus patrons de les collites abundants, com Lai Cho.

## Arqueologia
Al nord de la Xina, la Cultura Nanzhuangtou al mig del riu Groc al voltant de Hebei (c. – 7700 BC) tenia eines de molta. La Cultura Xinglongwa a l'est de Mongòlia Interior (c. – 5400 aC) menjava mill, possiblement de conreu. La cultura de Dadiwan al llarg del riu Groc superior (c. – 5400 aC) també menjava mill. Per a la Cultura de Yangshao (c. – 3000 aC), els pobles del riu Groc estaven cultivant àmpliament mill, juntament amb una mica d'ordi, arròs i hortalisses. També es dedicàven a teixìr el cànem i la seda, que indica alguna forma de sericicultura ; però pot haver-se limitat a mètodes de cultiu per artigatge. La cultura de Longshan (c. – 2000 dC) mostra una sericultura més avançada i urbanitzacions ben definides.
Al sud de la Xina, la Cultura Pengtoushan al riu Yangtze (c. – 6100 dC) ha deixat eines de cultiu d'arròs en algunes localitats, tot i que no ces coneix cap Jaciment arqueològic tipus. La cultura Hemudu al voltant de la Badia de Hangzhou al sud de la Yangtze (c. – 4500 dC) conreava l'arròs. Diverses persones, com Baiyue, que van tenir èxit en aquestes àrees van ser després conquerides i assimilades culturalment per les dinasties xineses del nord durant el període històric.

## Llistes
Hi ha diverses versions de les quals s'entenen cinc cultius (o fins i tot categories àmplies de cultius) amb aquesta llista.
Els Cinc Cereals es remunten tradicionalment al Shennong Ben Cao Jing, que tenia fama de ser un registre de tradició oral lliurat per primera vegada pel mateix Shennong. El Llibre dels Ritus compilats per Confuci als segles 5è 6è i dC relaciona: Soia (豆), blat (麦), mill (黍), mill italià (稷), i el cànem. El Hei'anzhuan citat anteriorment enumera el mill, l'arròs, la mongeta azuki, la soja, l'ordi i el blat i el sèsam com els "cinc" cereals.
El Ritual de mesurament i maneig de la propietat lleugera i pesada, preparat durant l'era budista Tang de Daoxuan.
Un diccionari modern xinès assenyala altres candidats com sèsam, ordi, civada i pèsol.

## Usos culinaris moderns i rituals
Es continuen utilitzant sortiments de cinc grans en contextos rituals, com en el costum Min Nan de crear una estufa taoista per cuinar Chui Zhao Fan, un àpat per al Déu de la cuina en el qual es col·loquen cinc llavors seques en una ranura a la xemeneia de la estufa. Els adoradors puntuals poden simplement utilitzar qualsevol mongeta (per exemple, de colors diferents) en lloc d'un conjunt particular de grans.
La cuina xinesa no és coneguda per cap recepta única que utilitzi els cinc grans, de manera que no hi ha un equivalent de gra pols de cinc espècies ni un "arròs de vuit tresors" (八寶飯, babaofan). La majoria de la cuina xinesa utilitza alguns dels grans: els arrossos, l'arròs congee, els fideus, els rotllets de primavera, el pans, el tofu, els wantan i altres boletes. La pasta de mongetes dolces com s`utilitza com a farciment. L'arròs glutinós com a embolcall, per exemple en els zongzis. També podem trobar Llet d'arròs i Llet de soia i begudes; Salsa de soia i oli de sèsam ; i entrants de fermentació per a ús en cervesa, vi d'arròs i licors autòctons com el baijiu . 

## Galeria
Algunes de les característiques del concepte de wugu són la granularitat i la diversitat, ja que les imatges a continuació poden ajudar a mostrar: 

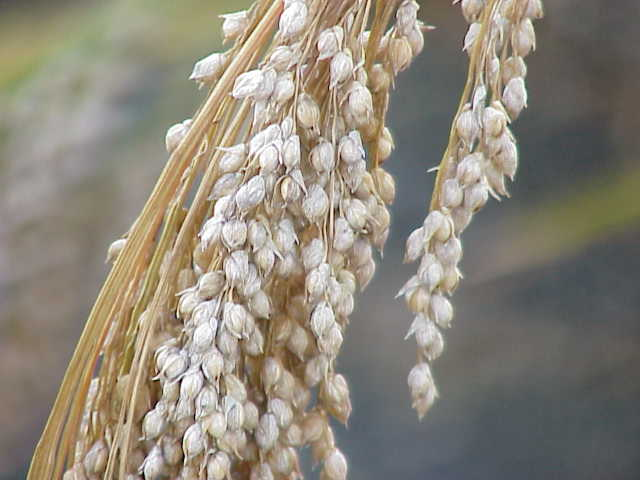
Mill
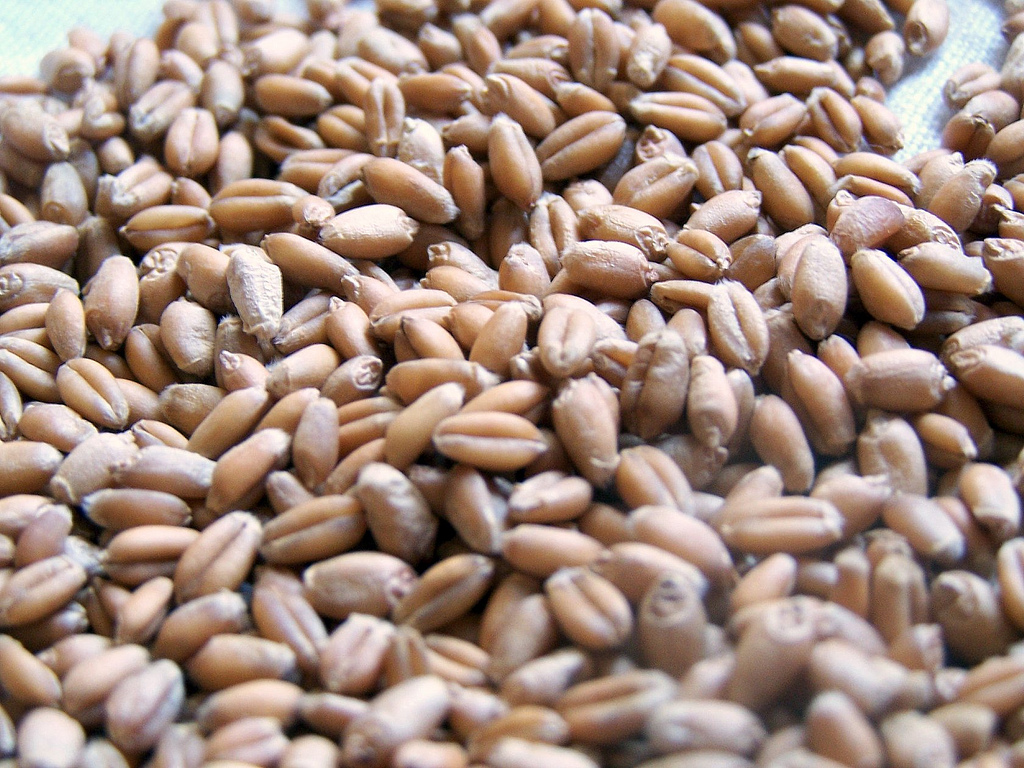
Blat
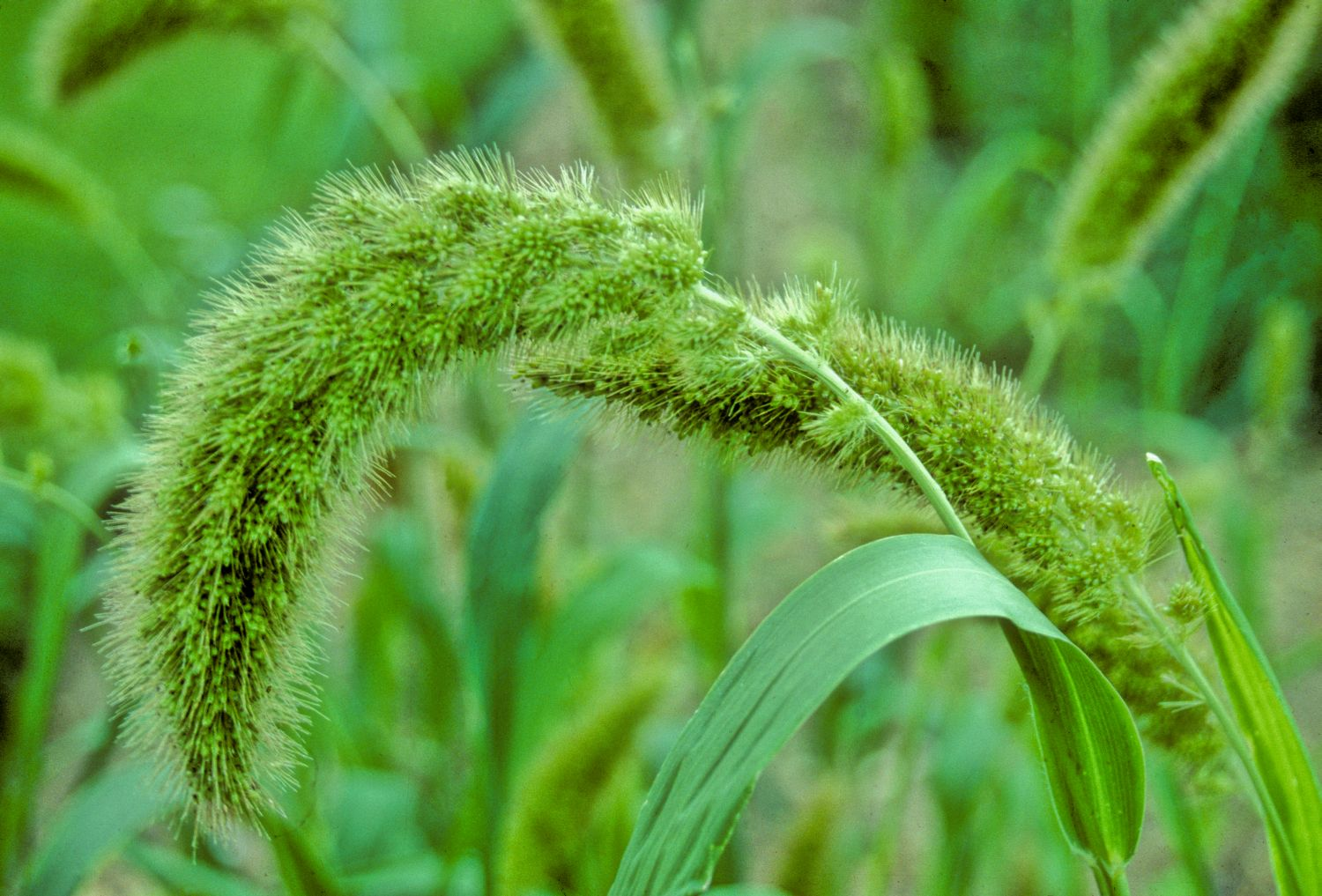
Mill italià
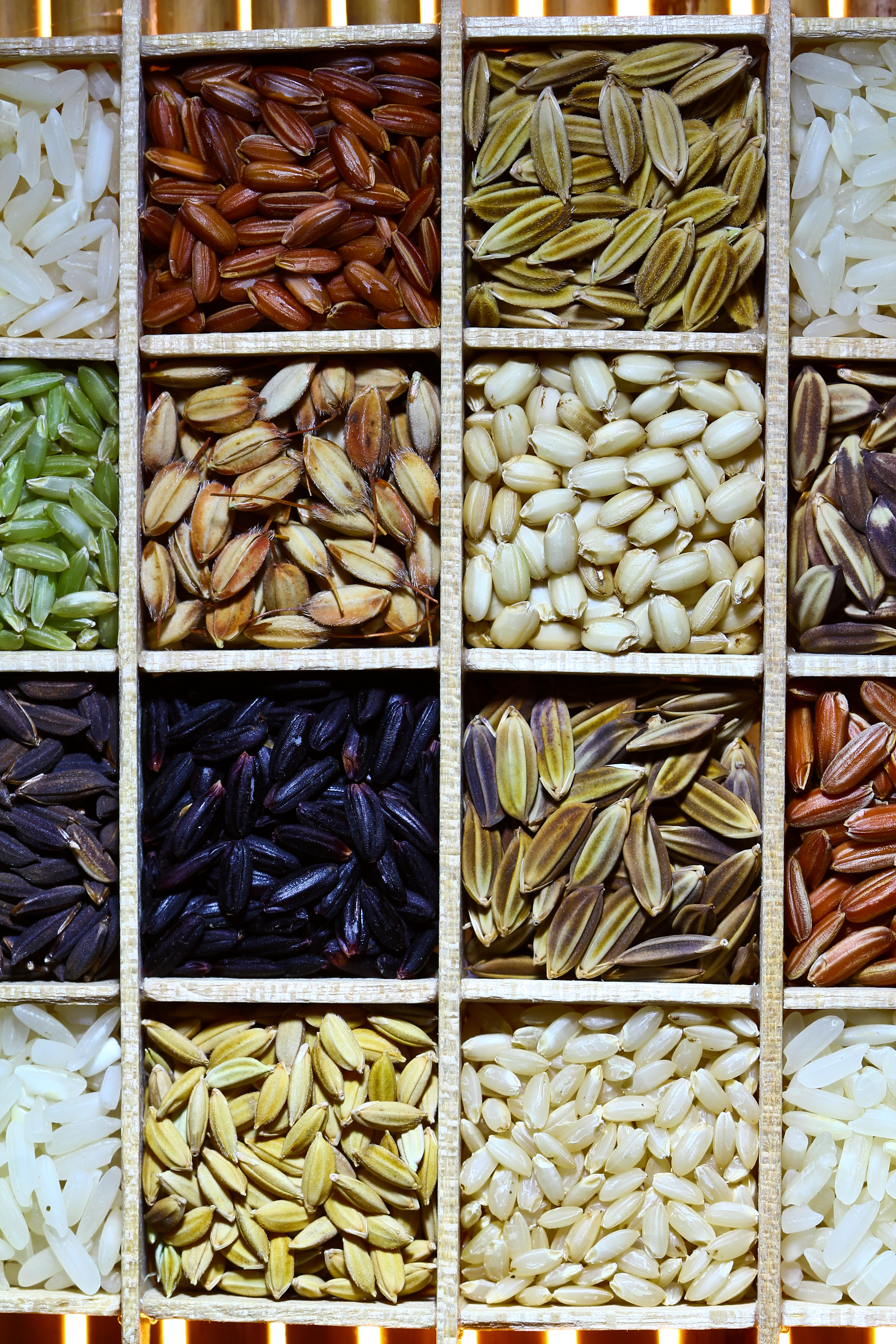
Arròs
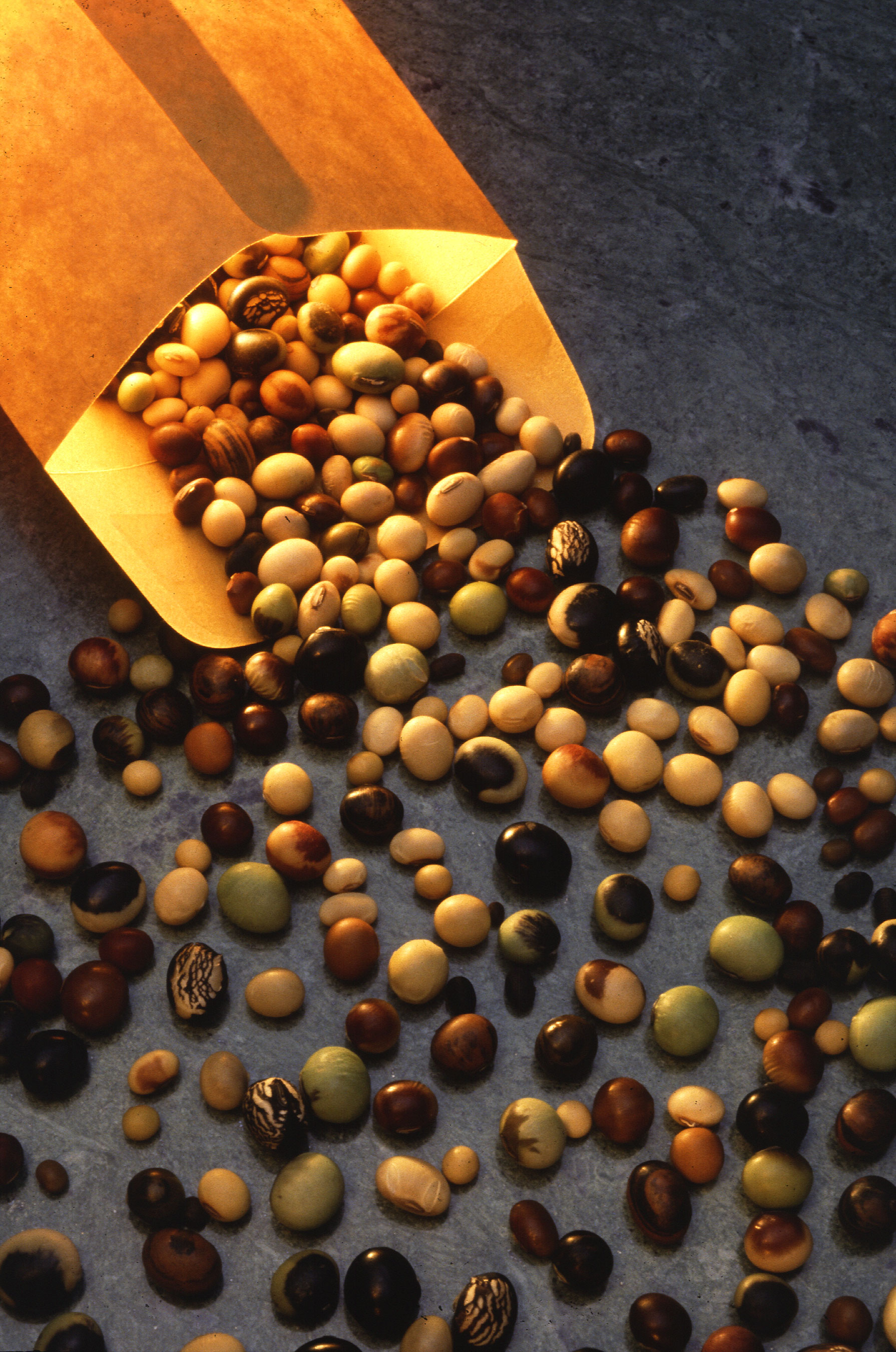
Soja
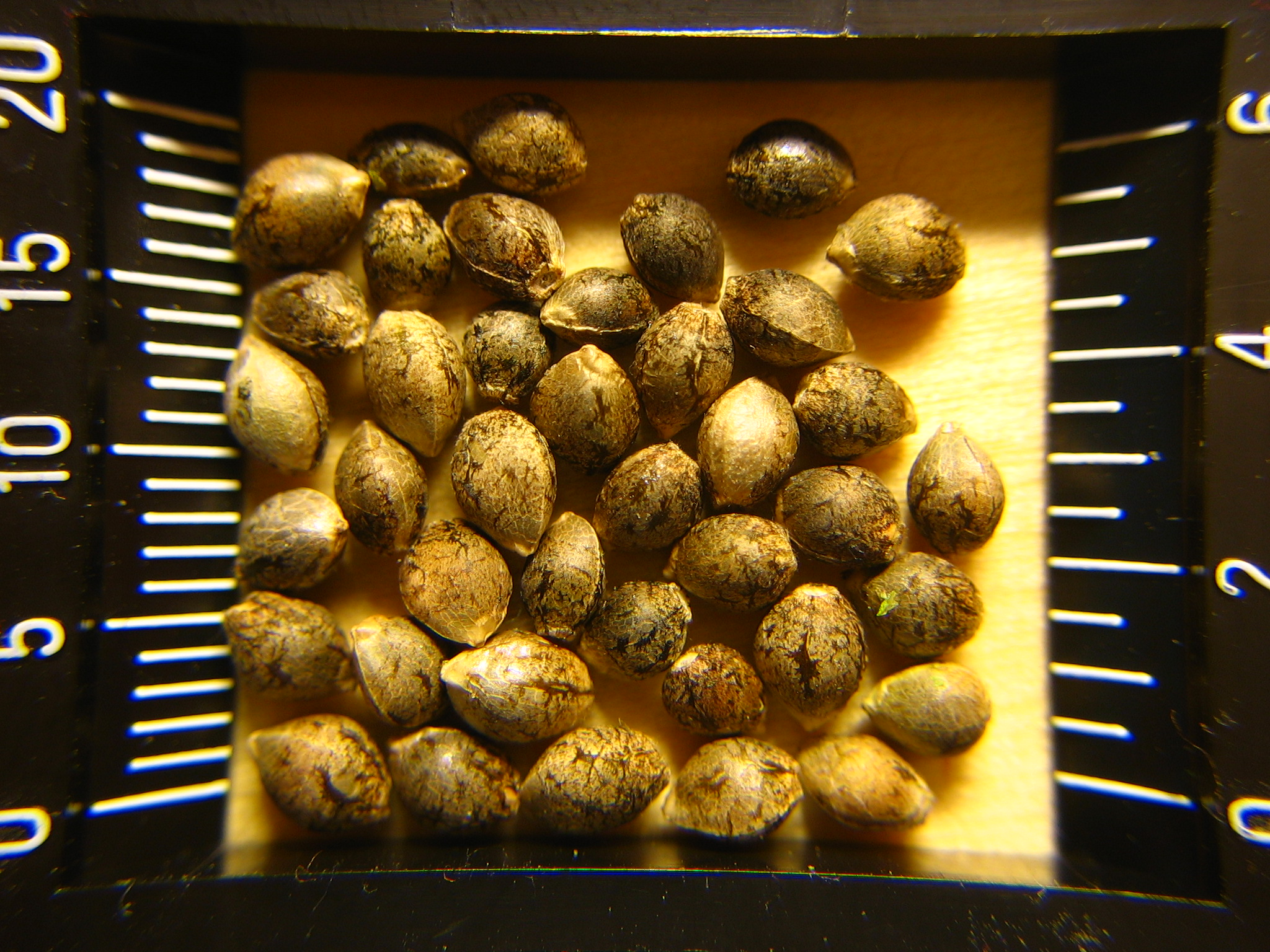
Cànnabis
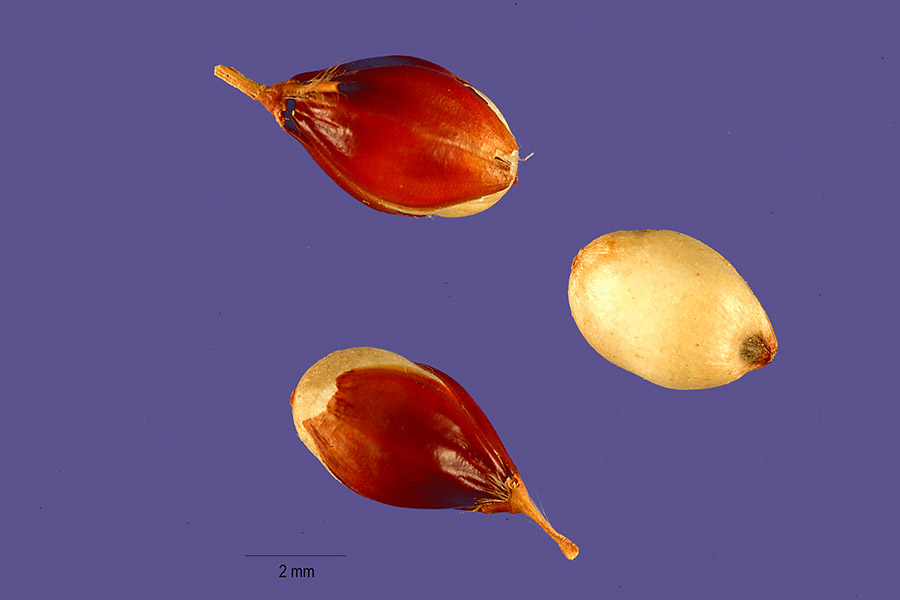
Sorgo